# Dominik Kolasiński
Dominik Kolasiński (ur. 13 sierpnia 1838 w Mielcu, zm. 11 kwietnia 1898 w Detroit) – ksiądz rzymskokatolicki, działacz ruchu polskokatolickiego w Stanach Zjednoczonych Ameryki, organizator parafii narodowej w Detroit

## Życiorys

### Ksiądz rzymskokatolicki
Dominik Kolasiński został wyświęcony na księdza 25 lipca 1864 roku w Krakowie. Przed przybyciem do Stanów Zjednoczonych Ameryki pracował jako wikariusz w parafii w Czernichowie w diecezji krakowskiej. 
W 1882 roku przybył jako emigrant do Stanów Zjednoczonych Ameryki, uzyskał zgodę biskupa Detroit na sprawowanie funkcji kapłańskich i zaczął posługę jako wikariusz w parafii św. Wojciecha w Detroit. Z czasem po odejściu księdza Jana Wołłowskiego z tej placówki został jej proboszczem.
W parafii św. Wojciecha w Detroit dał się poznać jako świetny gospodarz, organizator życia parafialnego i budowniczy. Jego staraniem wzniesiono nowy kościół parafialny oraz wzrosła liczba wiernych. Był jednak osobą rządną wpływów, prowadził prywatne interesy z przedsiębiorcami, agitował na rzecz lokalnych polityków i lubił życie towarzyskie. Zraził tym do siebie biskupa Detroit, Caspara Henriego Borgessa. W 1885 roku został więc suspendowany i usunięty z probostwa.
Niezadowoleni z decyzji ordynariusza polscy wierni w mieście podnieśli więc bunt i nie akceptując zmian personalnych, nie wpuścili na placówkę nowego proboszcza, Józefa Dąbrowskiego.
Biskup Caspar Borgess pod wpływem wydarzeń w parafii św. Wojciecha nakazał więc zamknąć kościół parafialny i obłożył go interdyktem. 
Dominik Kolasiński w tym czasie korzystając z pomocy swoich sympatyków zabarykadował się na plebanii parafii św. Wojciecha i opuścił ją dopiero pod naciskiem władz Detroit, które obarczyły go odpowiedzialnością za zakłócanie porządku i prowokowanie społeczności polskiej do zamieszek w mieście.   
W 1886 roku ksiądz Dominik Kolasiński został zesłany dyscyplinarnie do parafii w Minto w stanie Dakota Północna, gdzie podjął się pracy duszpasterskiej wśród miejscowych polskich kolonistów.

### Ksiądz polskokatolicki
W grudniu 1888 roku na zaproszenie swoich sympatyków Dominik Kolasiński powrócił do Detroit. Nie uzyskał jednak akceptacji ze strony nowego ordynariusza Detroit, Johna Foleya i nie mógł powtórnie objąć probostwa na parafii św. Wojciecha. Zaczął więc organizować nabożeństwa w prywatnych domach i salach. Z czasem powziął się budowy kościoła Najsłodszego Serca Panny Maryi bez uprzedniej zgody biskupa, co stanowiło jawne zerwanie łączności z Kościołem rzymskokatolickim.
W latach 1888-1894 ksiądz Dominik Kolasiński był pierwszym proboszczem polskiej parafii narodowej w Detroit. Od 1892 roku zaczął współpracować z niezależnym biskupem, Josephem René Vilattem, którego zaprosił na celebransa uroczystości poświęcenia kościoła Najsłodszego Serca Panny Maryi.
W 1893 roku Dominik Kolasiński ukończył budowę swojej świątyni. Pojawiły się jednak problemy. Parafianie nie byli zdolni finansować utrzymania monumentalnego kościoła. Pomimo wysiłków kościół został sprzedany na licytacji poniżej kosztów jego wartości. Wówczas Dominik Kolasiński i jego wierni odwołali się do sądu przedstawiając dowody na nieważność tej transakcji.
Sąd uznał słuszność skargi i wyznaczył nową licytację, na której parafianie przy pomocy pożyczki uzyskanej w Kanadzie, zdołali odkupić świątynię. Powyższe kłopoty osłabiły niezależną parafię polonijną w Detroit, która zaczęła szukać drogi pojednania z Kościołem rzymskokatolickim.

### Rekoncyliacja
W 1894 roku ksiądz Dominik Kolasiński zawarł ugodę z Delegaturą Apostolską w Waszyngtonie i  pogodził się z Kościołem rzymskokatolickim. 18 lutego 1894 roku w Detroit złożył publiczną rekoncyliację. 
Założona przez niego parafia Najsłodszego Serca Panny Maryi przeszła pod jurysdykcję rzymskokatolickiego biskupa Detroit. Dominik Kolasiński do śmierci zachował probostwo. Uzyskał również dla prowadzonej przez siebie placówki autonomię w kwestiach gospodarczych.